# Rito di passaggio

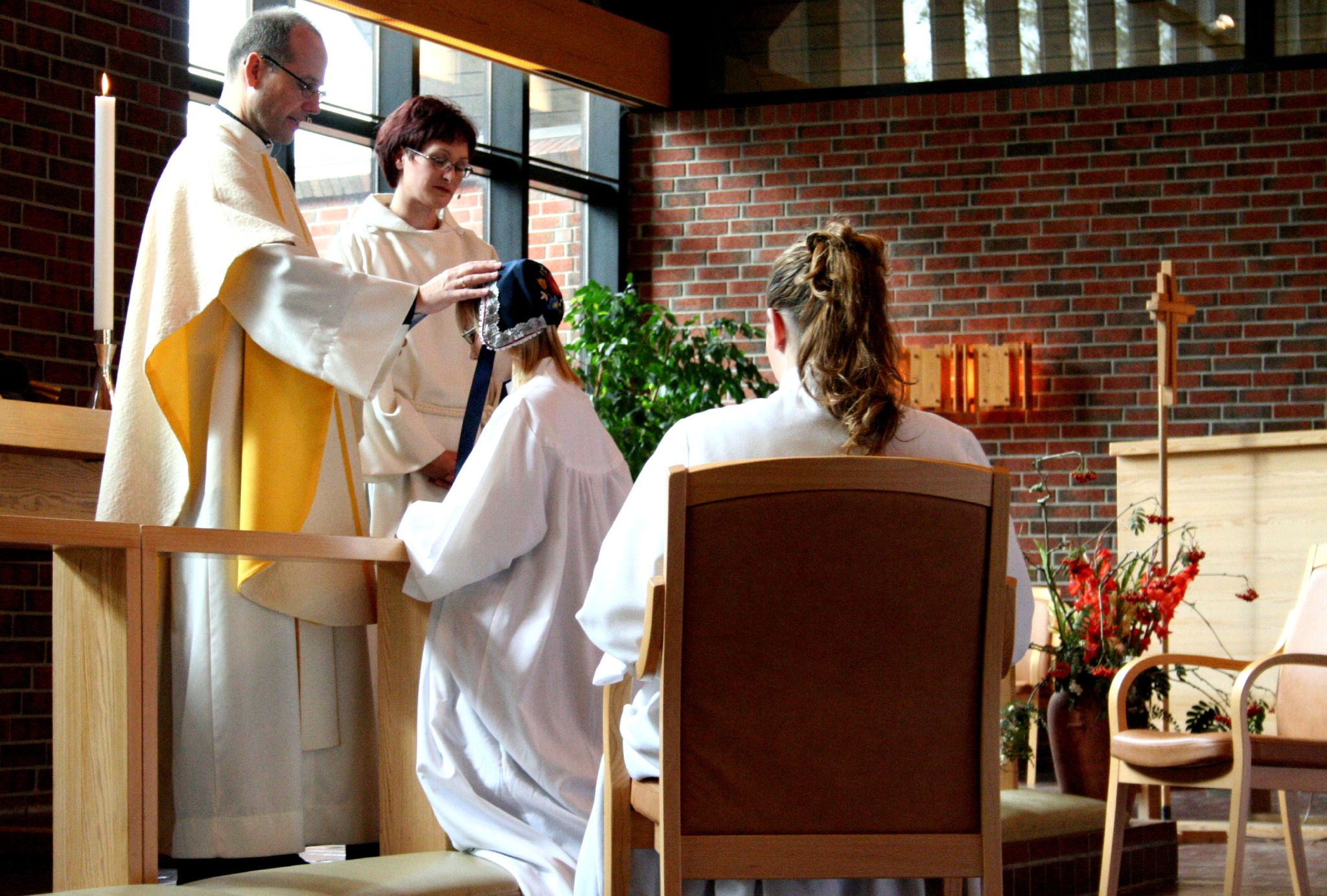
Rito della cresima impartito ad una ragazza

Un rito di passaggio è un rituale che segna il cambiamento di un individuo da uno status socioculturale ad un altro, cambiamenti che riguardano il ciclo della vita individuale; il caso paradigmatico è quello dei riti di iniziazione, ma anche altri avvenimenti come la nascita, la morte, il matrimonio o la menopausa, o anche altre situazioni connesse o meno ad avvenimenti biologici, possono essere gestite socialmente mediante tale tipologia di riti. Il rituale si attua, il più delle volte, in una cerimonia o in prove diverse.
I riti di passaggio permettono di legare l'individuo al gruppo, ma anche di strutturare la vita dell'individuo a tappe precise, che permettono una percezione tranquillizzante dell'individuo nel rapporto con la sua temporaneità e con la sua mortalità.
Questo fenomeno ha dunque un ruolo importante per l'individuo, per la relazione tra l'individuo e il gruppo e per la coesione del gruppo nel suo insieme.
Tale tipologia rituale è stata indicata come universalmente diffusa dall'etnologo Arnold Van Gennep (1873-1957), che la descrisse per primo nel 1909. Successivamente tale categoria concettuale è stata costantemente utilizzata dagli studiosi di scienze etno-antropologiche per descrivere rituali presso i più disparati gruppi sociali.

## Caratteristiche
Il rito è riconosciuto tale per tre importanti caratteristiche:
- la codificazione, ovvero segue un preciso ordine di gesti e atti
- la reiterazione, ovvero il continuo ripetersi all'interno di un tempo definito ciclico
- l'efficacia, in quanto modifica l'individuo che vi prende parte e il tempo (perché si struttura secondo un tempo interno e qualifica un tempo esterno)

## Tipologie ed esempi

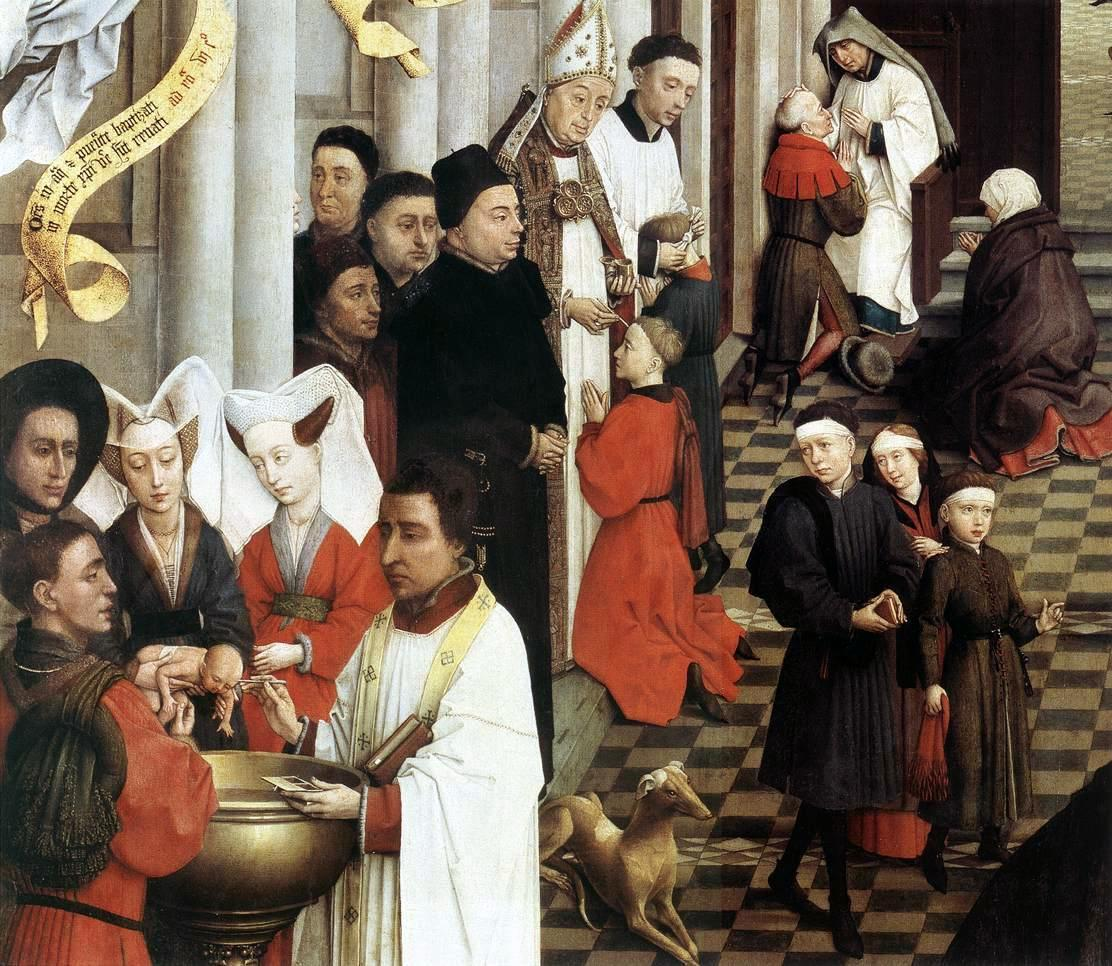
I sette sacramenti, di Rogier van der Weyden (1450 circa), particolare che raffigura i riti del battesimo, della confessione e della confermazione.

Esempi di eventi del ciclo della vita che tipicamente vengono gestiti tramite pratiche che possono essere classificate come riti di passaggio sono:
- nascita
- iniziazione / raggiungimento dell'età adulta
- matrimonio
- morte

### Riti di nascita
I riti di nascita hanno lo scopo di integrare il neonato nella famiglia e nella società, imponendogli un nome e presentandolo in pubblico. Tra i riti di nascita più noti vi sono le Anfidromie nell'Antica Grecia, il dies lustricus nell'Antica Roma, la circoncisione rituale (Brit milà) nell'ebraismo, il battesimo nel cristianesimo, il namakarana samskara nell'induismo e l'ʿAqīqa nell'islam. 
Nel buddhismo non c'è un rito di nascita ufficiale poiché questa religione non ha sacramenti, tuttavia vi sono riti legati alle tradizioni locali, in cui generalmente si chiede ad un monaco di recitare preghiere e canti religiosi per il neonato. 
In Cina le famiglie taoiste e confuciane celebrano la cerimonia del man yue (luna piena): quando il bambino compie 30 giorni si fanno offerte alle divinità e agli antenati e si invitano parenti e amici a festeggiare il nuovo nato. Gli invitati portano regali per il bambino e ricevono in cambio dolci e uova sode dipinte di rosso.

### Riti di iniziazione

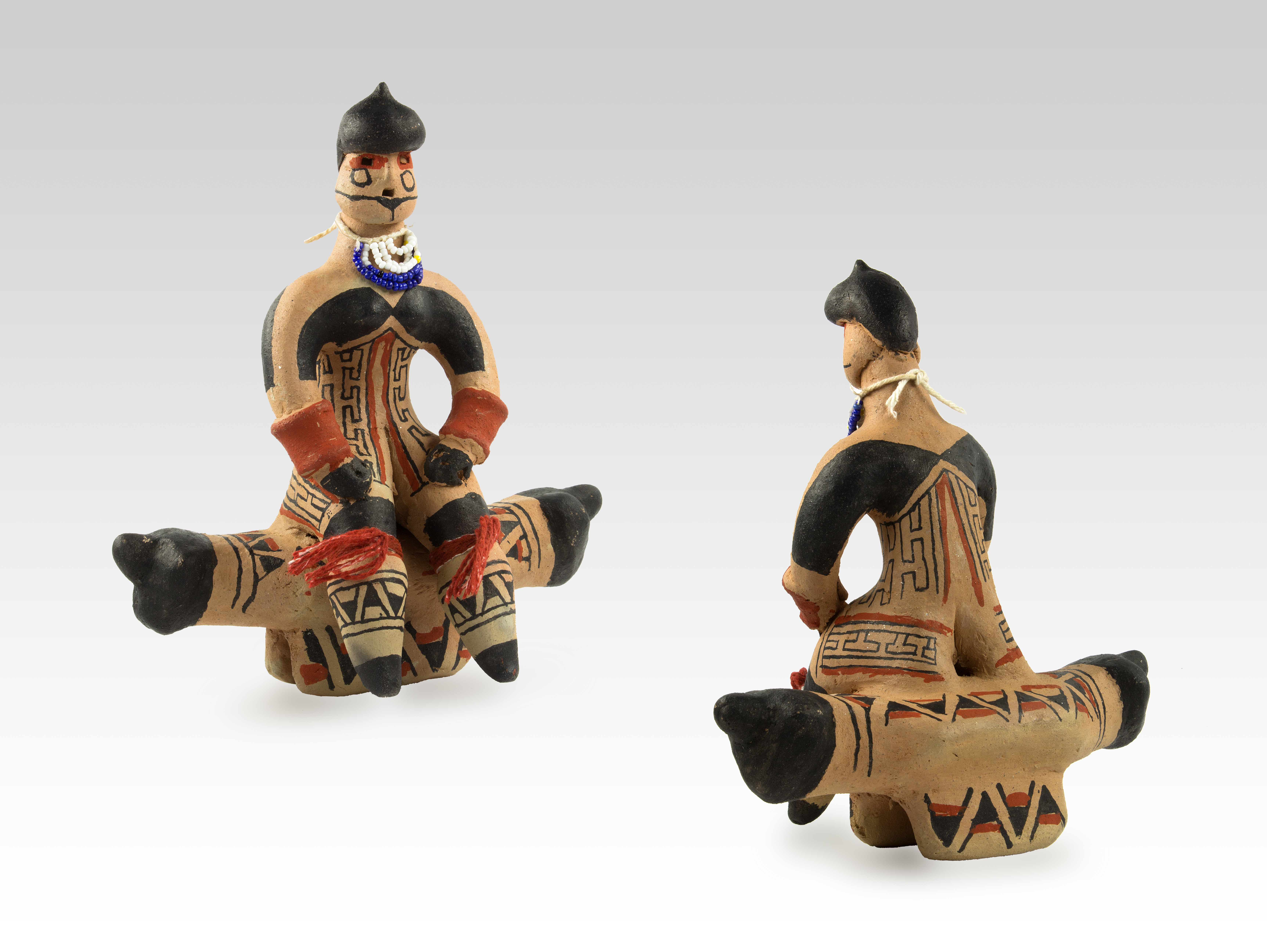
Statuetta Karajà: iniziazione di un giovane

I riti di iniziazione segnano il passaggio dell'individuo alla maturità. A questa tipologia di riti appartengono le cerimonie dell'efebato nell'Antica Grecia, le cerimonie della Liberalia nell'Antica Roma, il Navjote nello zoroastrismo, la Bar mitzvah nell'Ebraismo, l'Upanayana nell'induismo e il sacramento della Confermazione nella religione cattolica. La religione islamica prevede al compimento dei quindici anni l'obbligo di seguire le prescrizioni religiose sulla preghiera e il digiuno, ma sia il Corano che la Sunna non prevedono che il raggiungimento di questo traguardo sia sancito da una cerimonia formale. 
Nel buddhismo vi sono riti di passaggio alla maturità che variano a seconda della corrente religiosa. Il Buddhismo Theravada prevede prima del compimento dei vent'anni il soggiorno in un monastero durante il periodo di Vassa; il periodo di permanenza in monastero varia generalmente da uno a tre mesi (ma può protrarsi fino a tre anni) e il soggiorno inizia con la cerimonia detta Shinbuy. Il Buddhismo Zen prevede invece al compimento dei vent'anni la cerimonia Jukai, che si svolge in un tempio buddhista davanti ad un monaco; ciascun partecipante recita solennemente la "presa di rifugio" nella Triplice Gemma e si impegna a seguire i precetti buddhisti. 
In Cina la tradizionale cerimonia di passaggio all'età adulta è il Guan Li, di origine confuciana ma poi divenuta un rito laico; in epoca moderna è caduta in disuso tranne che nelle zone e negli ambienti più legati alla tradizione ed è stata sostituita da feste collettive per i diciottenni organizzati da scuole o gruppi, in cui i ragazzi indossano la divisa scolastica o un abito tradizionale cinese.
Cerimonie di iniziazione sono effettuate anche per la conversione ad una religione o per l'ingresso in una società segreta come la massoneria.

### Riti matrimoniali
I riti matrimoniali, o nozze, sono la celebrazione pubblica di natura religiosa o civile, che sancisce il matrimonio tra due o più persone.

### Riti funebri
I riti funebri hanno lo scopo di esprimere pubblicamente il dolore e la solidarietà alla famiglia della persona scomparsa, aiutando la comunità del defunto ad accettare la nuova situazione.

## Tre stadi
Van Gennep osservò durante i suoi studi la tripartizione in tre stadi dei riti di iniziazione:
- separazione (fase pre-liminale)
- transizione (fase liminale; limen in latino significa "confine")
- reintegrazione (fase post-liminale)

Nella prima fase l'individuo viene separato dal contesto in cui si trova (es. l'individuo viene mascherato e portato nella foresta), nella seconda attraversa un passaggio simbolico che rappresenta il culmine della cerimonia (ad esempio affronta una prova), nella terza viene reintegrato alla sua esistenza con un nuovo status sociale.
Caratteristica fondamentale di tali passaggi è la fisicità con cui vengono messi in atto: il rituale prevede generalmente effettivi movimenti dell'individuo che viene fisicamente distaccato, attraversa fisicamente una soglia simbolica (oppure subisce delle modifiche corporali permanenti), viene fisicamente reintegrato. Tale aspetto rende i riti di passaggio di grande interesse per l'antropologia del corpo.
La liminalità che caratterizza la fase di transizione di un rito di passaggio è stata analizzata anche da Victor Turner, che considera in particolare il peculiare cameratismo che si crea tra coloro che sperimentano tale condizione. Turner chiama "communitas" questa modalità d'interazione sociale di sostanziale egualitarismo fondata su un reciproco adattamento empatico anziché su un sistema di regole e interazioni stabilite (in una certa misura) dalla norma sociale. Secondo Turner essa assicura il "riconoscimento di un legame umano generico ed essenziale, senza il quale non potrebbe esistere alcuna società".
Fondamentali sono gli approfondimenti che Turner avanza: dallo studio dei riti di passaggio tra gli ndembu – e tra questi è fondamentale la descrizione che fa del rito di circoncisione Il Mukanda, nel suo libro La foresta dei simboli –  alla definizione dell'importanza della liminalità nelle società tradizionali, fino ad arrivare a individuare momenti di passaggio di stato e di posizione anche nelle società complesse che chiamerà fenomeni "liminoidi". L'intero percorso teorico di Turner è segnato dallo «sviluppo del concetto di rito di passaggio e in particolare di liminalità, fino ad arrivare all'antropologia della performance e all'antropologia dell'esperienza».
Il fatto che tale tipologia di rituali sia generalmente accompagnata ai fondamentali avvenimenti "biologici" o "naturali" della vita dell'individuo (nascita, pubertà, morte, etc.) non significa che essi rappresentino una mero atto di accettazione di tali eventi. Il rituale è un potente atto sociale che proprio nel momento in cui l'ordine sociale viene alterato dagli eventi naturali ricrea un nuovo stato sociale, differente da quello precedente. È un atto performativo, nel senso che pur rispondendo ad una codificazione è compiuto da uomini che nel compiere il rito possono sfruttare l'elasticità del suo schema per perseguire obiettivi non tradizionali.

## Rito di passaggio e violenza

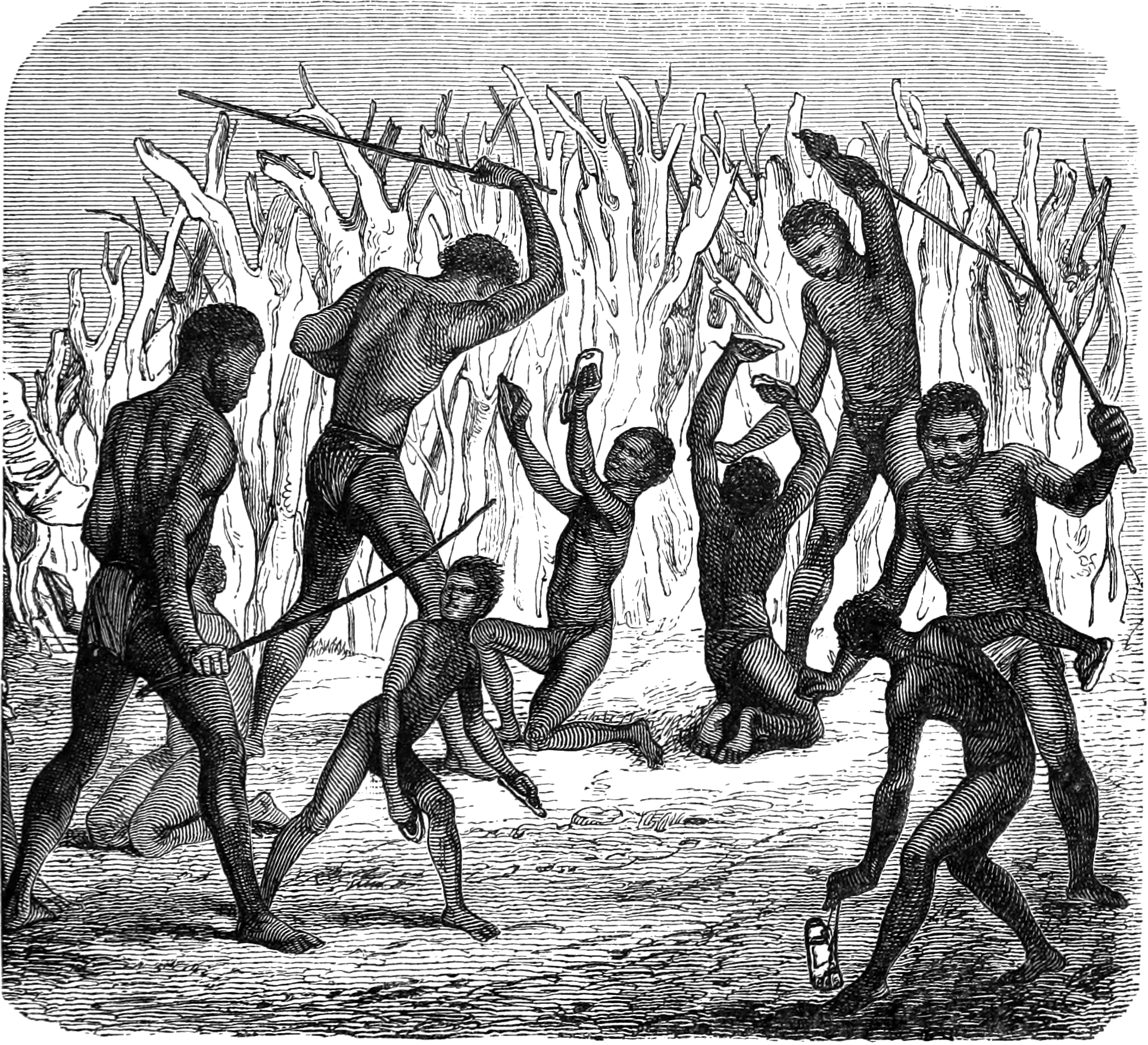
Illustrazione del rituale Bogwera di iniziazione dei ragazzi all'età adulta, tratta da Sette anni in Sud Africa, di Emil Holub (1881)

Il rito iniziatico può comprendere forme di violenza procurata.
Secondo Giovanni Jervis, «nella cultura maschile la violenza è un modello di comportamento tipico quando, ad esempio, il passaggio da una sfera di vita a un'altra si compie in forma rituale. Nei riti di iniziazione, quali sono praticati nei collegi, nell'esercito o nelle organizzazioni criminali, i novizi devono dimostrare la loro capacità di sopportare il dolore fisico e di procurarlo agli altri».